# Klaudiusz Colin
Klaudiusz Colin, (fra) Claude Colin (ur. 15 lutego 1728 r. w Charenton-le-Pont, zm. 2 września 1792 r. w Paryżu) – błogosławiony Kościoła katolickiego, męczennik, ofiara antykatolickich prześladowań okresu rewolucji francuskiej, prezbiter.
Po przyjęciu w 1752 r.  w Paryżu święceń kapłańskich podjął działalność duszpasterską w diecezji paryskiej. Później pełnił posługę kapłańską także jako kapelan w szpitalu. W okresie gdy w rewolucyjnej Francji nasiliło się prześladowanie katolików został przez władze rewolucyjne pozbawiony stanowisk i przebywał w domu księży w Issy. Aresztowany przewieziony został do klasztoru karmelitów, gdzie 2 września 1792 r.  został zamordowany na terenie klasztoru karmelitów. Był jednym z oddanych przez komisarza Violette`a w ręce zgromadzonego tłumu odmawiających złożenia przysięgi na cywilną konstytucję kleru, zasieczonych szablami i zakuty bagnetami, a którzy uszli z rozpoczętej wcześniej masakry w ogrodzie. Ofiary mordu zostały pochowane w zbiorowych mogiłach na terenie cmentarza Vaugirard, część z nich wrzucono do studni klasztornej, a po ekshumacji w 1867 r.  ich relikwie spoczęły w krypcie kościoła karmelitów.
Klaudiusz Colin był jedną z ofiar tak zwanych masakr wrześniowych, w których zginęło 300 duchownych, ofiar nienawiści do wiary (łac) odium fidei.
Klaudiusz Colin znalazł się w grupie 191 męczenników z Paryża beatyfikowanych przez papieża Piusa XI 17 października 1926 r.
Dzienna rocznica śmierci jest dniem kiedy wspominany jest w Kościele katolickim.